# NGC 1728
NGC 1728 este o galaxie spirală situată în constelația Eridanul. A fost descoperită în 10 noiembrie 1885 de către Edward Emerson Barnard. Se află la o distanță de 51,38 de megaparseci de Pământ.